# Mariusz Podkalicki
Mariusz Podkalicki (ur. 1962) – polski kierowca wyścigowy.

## Biografia
W WSMP zadebiutował Polskim Fiatem 126p w 1980 roku. W 1984 roku zadebiutował w Formule Easter, korzystając z MTX 1-03. W tym samym roku rozpoczął rywalizację w Formule Polonia, w której zdobył wicemistrzostwo.  W sezonie 1985 używał Promota Polonii I oraz Promota II. W roku 1986 rozpoczął korzystanie z Promota III. W sezonie 1987 zadebiutował w Pucharze Pokoju i Przyjaźni. W 1989 roku Podkalicki wygrał cztery wyścigi i zdobył mistrzostwo Formuły Easter, był wówczas również wicemistrzem Formuły Mondial. Rok później obronił tytuł Formuły Easter. W sezonie 1995 był wicemistrzem WSMP w klasie E-1300, ulegając o cztery punkty Cezaremu Czubowi. W roku 1996 korzystał m.in. z Estonii 21 i 25 i zdobył tytuł mistrza Polski. W sezonie 1998 zadebiutował w Pucharze Renault Mégane Coupé, w którym uczestniczył do 1999 roku.
Prowadzi szkołę doskonalącą technikę jazdy. W latach 2002 i 2010 bez powodzenia ubiegał się o mandat radnego Szczecina w wyborach samorządowych. W latach 2006, 2008 i 2013 był pilotem córki Klaudii w Rajdzie Barbórka. W latach 2009–2010 uczestniczył w RMPST.

## Wyniki
| Legenda oznaczeń w tabelach wyników Wyświetl szablon na nowej stronie | Legenda oznaczeń w tabelach wyników Wyświetl szablon na nowej stronie                                                                     |
| Oznaczenie                                                            | Wyjaśnienie |
| --------------------------------------------------------------------- | --- |
| Złoty                                                                 | Zwycięzca lub mistrzostwo |
| Srebrny                                                               | 2. miejsce lub wicemistrzostwo |
| Brązowy                                                               | 3. miejsce lub II wicemistrzostwo |
| Zielony                                                               | Ukończył, punktował (w klasyfikacji generalnej, gdy zdobył co najmniej jeden punkt na przestrzeni sezonu, poza trzema powyższymi opcjami) |
| Niebieski                                                             | Ukończył, nie punktował (w klasyfikacji generalnej, gdy nie zdobył co najmniej jednego punktu na przestrzeni sezonu)                      |
| Czerwony                                                              | Nie zakwalifikował się (NZ) |
| Czerwony                                                              | Nie prekwalifikował się (NPK) |
| Różowy                                                                | Nie ukończył (NU) |
| Różowy                                                                | Niesklasyfikowany (NS) (w klasyfikacji generalnej, gdy nie został sklasyfikowany w żadnym wyścigu sezonu)                                 |
| Czarny                                                                | Zdyskwalifikowany (DK) |
| Czarny                                                                | Wykluczony (WYK/EX) |
| Biały                                                                 | Nie wystartował (NW) |
| Biały                                                                 | Kontuzjowany (K/INJ) |
| Biały                                                                 | Wyścig odwołany (OD/C) |
| Bez koloru                                                            | Został wycofany (WYC/WD) |
| Bez koloru                                                            | Nie przybył (NP/DNA) |
| Bez koloru                                                            | Nie brał udziału w treningach (NT/DNP) |
| Bez koloru                                                            | Nie został zgłoszony (–) |
| Pogrubienie                                                           | Start z pole position |
| Kursywa                                                               | Najszybsze okrążenie wyścigu |
| †                                                                     | Nie ukończył, ale jego rezultat został zaliczony ze względu na przejechanie więcej niż 90% dystansu wyścigu.                              |
| *                                                                     | Sezon w trakcie |
| 1/2/3                                                                 | Punktowana pozycja w sprincie kwalifikacyjnym                                                                                             |
| Lista systemów punktacji Formuły 1                                    | |

### Puchar Pokoju i Przyjaźni
| Rok  | Samochód   | Silnik | Wyniki w poszczególnych eliminacjach | Wyniki w poszczególnych eliminacjach | Wyniki w poszczególnych eliminacjach | Wyniki w poszczególnych eliminacjach | Pkt. | Msc. |
| ---- | ---------- | ------ | ------------------------------------ | ------------------------------------ | ------------------------------------ | ------------------------------------ | ---- | ---- |
| 1987 |            |        | Polska                               |                                      |                                      |                                      | 30   | 32   |
| 1987 | Promot III | Łada   | 15                                   | -                                    | -                                    | -                                    | 30   | 32   |
| 1990 |            |        | Polska                               | Czechosłowacja                       |                                      |                                      | 0    | NS   |
| 1990 | Promot III | Łada   | NU                                   | -                                    | -                                    | -                                    | 0    | NS   |

### Formuła Polonia
| Rok  | Zespół                    | Samochód         | Silnik      | Wyniki w poszczególnych eliminacjach | Wyniki w poszczególnych eliminacjach | Wyniki w poszczególnych eliminacjach | Wyniki w poszczególnych eliminacjach | Wyniki w poszczególnych eliminacjach | Pkt. | Msc. |
| ---- | ------------------------- | ---------------- | ----------- | ------------------------------------ | ------------------------------------ | ------------------------------------ | ------------------------------------ | ------------------------------------ | ---- | ---- |
| 1984 |                           |                  |             | Polska                               | Polska                               | Polska                               | Polska                               | Polska                               | 189  | 2    |
| 1984 | Automobilklub Szczeciński | Promot Polonia I | Polski Fiat | 3                                    | 2                                    | -                                    | 1                                    | 1                                    | 189  | 2    |
| 1985 |                           |                  |             | Polska                               | Polska                               | Polska                               | Polska                               | Polska                               | 134  | 11   |
| 1985 | Automobilklub Szczeciński | Promot Polonia I | Polski Fiat | 3                                    | 1                                    | -                                    | NU                                   | 4                                    | 134  | 11   |

### Polska Formuła Easter
| Rok  | Zespół                    | Samochód   | Silnik | Wyniki w poszczególnych eliminacjach | Wyniki w poszczególnych eliminacjach | Wyniki w poszczególnych eliminacjach | Wyniki w poszczególnych eliminacjach | Wyniki w poszczególnych eliminacjach | Wyniki w poszczególnych eliminacjach | Pkt. | Msc. |
| ---- | ------------------------- | ---------- | ------ | ------------------------------------ | ------------------------------------ | ------------------------------------ | ------------------------------------ | ------------------------------------ | ------------------------------------ | ---- | ---- |
| 1984 |                           |            |        | Polska                               | Polska                               | Polska                               | Polska                               | Polska                               |                                      | 37   | 21   |
| 1984 | Automobilklub Szczeciński | MTX 1-03   | Łada   | -                                    | -                                    | -                                    | -                                    | 8                                    |                                      | 37   | 21   |
| 1985 |                           |            |        | Polska                               | Polska                               | Polska                               | Polska                               | Polska                               |                                      | 74   | 20   |
| 1985 | Automobilklub Szczeciński | Promot II  | Łada   | 8                                    | NU                                   | 8                                    | NU                                   | -                                    |                                      | 74   | 20   |
| 1986 |                           |            |        | Polska                               | Polska                               | Polska                               | Polska                               | Polska                               |                                      | 86   | 20   |
| 1986 | Automobilklub Szczeciński | Promot III | Łada   | NS                                   | 2                                    | NU                                   | 5                                    | NU                                   |                                      | 86   | 20   |
| 1987 |                           |            |        | Polska                               | Polska                               | Polska                               | Polska                               | Polska                               |                                      | 39   | 30   |
| 1987 | Automobilklub Szczeciński | Promot III | Łada   | NU                                   | 6                                    | NU                                   | NU                                   | -                                    |                                      | 39   | 30   |
| 1988 |                           |            |        | Polska                               | Polska                               | Polska                               | Polska                               | Polska                               |                                      | 78   | 12   |
| 1988 | Automobilklub Szczeciński | Promot III | Łada   | 2                                    | 13                                   | NU                                   | NU                                   | NU                                   |                                      | 78   | 12   |
| 1989 |                           |            |        | Polska                               | Polska                               | Polska                               | Polska                               | Polska                               |                                      | 100  | 1    |
| 1989 | Automobilklub Szczeciński | Promot III | Łada   | NS                                   | 1                                    | 1                                    | 1                                    | 1                                    |                                      | 100  | 1    |
| 1990 |                           |            |        | Polska                               | Polska                               | Polska                               | Polska                               | Polska                               | Polska                               | 100  | 1    |
| 1990 | Automobilklub Szczeciński | Promot III | Łada   | 2                                    | NU                                   | 1                                    | 1                                    | 5                                    | 4                                    | 100  | 1    |
| 1991 |                           |            |        | Polska                               | Polska                               | Polska                               | Polska                               | Polska                               | Polska                               | 68   | 5    |
| 1991 | Automobilklub Szczeciński | Promot III | Łada   | 12                                   | 6                                    | 3                                    | 11                                   | NU                                   | 1                                    | 68   | 5    |
| 1992 |                           |            |        | Polska                               | Polska                               | Polska                               | Polska                               | Polska                               | Polska                               | ?    | ?    |
| 1992 | Automobilklub Szczeciński | Estonia 19 | Łada   | ?                                    | ?                                    | 3                                    | ?                                    | ?                                    | ?                                    | ?    | ?    |
| 1994 |                           |            |        | Polska                               | Polska                               | Polska                               | Polska                               | Polska                               | Polska                               | 10   | 15   |
| 1994 | Automobilklub Szczeciński | Promot III | Łada   | -                                    | -                                    | -                                    | 9                                    | NU                                   | 5                                    | 10   | 15   |

### Polska Formuła Mondial
| Rok  | Zespół                    | Samochód   | Silnik | Wyniki w poszczególnych eliminacjach | Wyniki w poszczególnych eliminacjach | Wyniki w poszczególnych eliminacjach | Wyniki w poszczególnych eliminacjach | Wyniki w poszczególnych eliminacjach | Wyniki w poszczególnych eliminacjach | Pkt. | Msc. |
| ---- | ------------------------- | ---------- | ------ | ------------------------------------ | ------------------------------------ | ------------------------------------ | ------------------------------------ | ------------------------------------ | ------------------------------------ | ---- | ---- |
| 1989 |                           |            |        | Polska                               | Polska                               | Polska                               | Polska                               | Polska                               |                                      | 69   | 2    |
| 1989 | Automobilklub Szczeciński | Promot III | Łada   | -                                    | 4                                    | 5                                    | 3                                    | 6                                    |                                      | 69   | 2    |
| 1990 |                           |            |        | Polska                               | Polska                               | Polska                               | Polska                               | Polska                               | Polska                               | 30   | 7    |
| 1990 | Automobilklub Szczeciński | Promot III | Łada   | 5                                    | NU                                   | NU                                   | NU                                   | NU                                   | 9                                    | 30   | 7    |
| 1991 |                           |            |        | Polska                               | Polska                               | Polska                               | Polska                               | Polska                               | Polska                               | 32   | 11   |
| 1991 | Automobilklub Szczeciński | Promot III | Łada   | -                                    | -                                    | 9                                    | NU                                   | -                                    | 11                                   | 32   | 11   |